# Jessurunstraat
De Jessurunstraat is een straat in Paramaribo, Suriname.

## Gebouwen
De Jessurunstraat ligt in de historische binnenstad die sinds 2002 door UNESCO erkend is als Werelderfgoed. Er staan echter geen erkende monumenten in de straat.
De straat begint aan de Henck Arronstraat, met op de hoek een pand van het ministerie van Sociale Zaken. De stoep van dit monumentale gebouw werd rond 2015/2016 zwaar beschadigd door een auto die de bocht te ruim nam. De verzakking van het balkon door een geraakte drager werd opgelost met een ijzeren staaf. In 2018 werd de stoep opnieuw geraakt, waardoor de schade verder toenam. Verderop in de straat bevindt zich de afdeling Vervoer van het ministerie van Onderwijs en Volksontwikkeling. De straat gaat bij de Sommelsdijkse Kreek over in de Costerstraat.

## Kunst
In 2012 brachten vier kunstenaars muurschilderingen aan in de straat. Dit gebeurde in het kader van Switi Rauw, dat stadsverfraaiing ten doel had van vervallen delen van Paramaribo.